# Yeoryos Zaímis
Yeoryos Zaímis (en griego: Γεώργιος Ζαϊμης; El Pireo, 28 de junio de 1937-El Pireo, 1 de mayo de 2020) fue un deportista griego que compitió en vela en la clase Dragon. Participó en tres Juegos Olímpicos de Verano entre los años 1960 y 1968, obteniendo una medalla de oro en Roma 1960 en la clase Dragon.

## Palmarés internacional
| Juegos Olímpicos | Juegos Olímpicos | Juegos Olímpicos | Juegos Olímpicos |
| Año              | Lugar            | Medalla          | Clase            |
| ---------------- | ---------------- | ---------------- | ---------------- |
| 1960             | Roma (Italia)    | Medalla de oro   | Dragon           |